# Krutje
Krutje es un municipio del distrito de Lushnjë, en el condado de Fier, Albania. 
Se encuentra ubicado en la zona centro-oeste del país, cerca de la costa del mar Adriático y al suroeste de Tirana, con una población a finales del año 2011 de 7564 habitantes.

## Historia
El 11 de noviembre de 1946, se estableció la primera cooperativa agrícola en Albania, con Rrapi Gjermenin como presidente, quien anteriormente se había desempeñado como embajador en Rumania y primer secretario de Lushnja. La cooperativa constaba de 30 miembros iniciales que entregaron sus tierras, así como las herramientas con las que se trabajaba la tierra. Al principio, la cooperativa consistía solo en el área de Krutje e Sipërme. La cooperativa se desarrolló gradualmente, alcanzando el estatus de cooperativa de alto tipo (KTL), que consta de varias cooperativas. Estaba compuesta por 7 aldeas con una población total de 11.000 habitantes: Krutje e Sipërme, Krutje e Poshtme, Zhym, Rrupaj, Fier i Ri, Lifaj i Vjetër y Kadiaj. Esta cooperativa, donde el estado jugó un papel muy importante, fue el primer paso hacia la creación de la granja en Albania. El presidente de esta cooperativa era Andrea Gjermeni y el presidente del consejo municipal era Gori Gjermeni. De 1976 a 2000, el presidente del consejo municipal de la cooperativa fue Todi Mile.
Krutja es particularmente conocida por sus logros deportivos, destacando el equipo femenino de voleibol "11 Nëntori", creado en 1970 bajo el entrenador Llazar Llup. En sus inicios, el equipo compitió en la segunda categoría del campeonato de voleibol, mejorando gradualmente hasta alcanzar el segundo puesto en 1972. Tres años después, en 1975, el equipo logró participar activamente en la primera categoría. A partir de 1980, Krutja dominó el voleibol. Su equipo femenino destacó en la temporada 1978-1979 al proclamarse campeón de la primera categoría, un evento que marcó el inicio de un largo período de dominio.
Esta zona se dedica principalmente a la agricultura y la ganadería. Los principales cultivos son trigo, maíz y algodón, además de invernaderos climatizados para el cultivo de hortalizas. En cuanto a la ganadería, destacamos las granjas de ganado vacuno.